# ニュームーンに恋して
「ニュームーンに恋して」（ニュームーンにこいして）は、やくしまるえつこによる楽曲。2016年4月から放送のテレビアニメ『美少女戦士セーラームーンCrystal 第3期 デス・バスターズ編』オープニングテーマ。
シングルはキングレコード（EVIL LINE RECORDS）からバージョン違いで4種類発売されている。本記事ではこれらのシングルとその収録曲についても解説する。

## 概要
2016年4月〜6月放送のテレビアニメ『美少女戦士セーラームーンCrystal デス・バスターズ編』（全13話）オープニングテーマとして制作され、やくしまるが作詞・作曲（共にティカ・α名義）・楽曲プロデュースを担当している。
楽曲としてはやくしまる本人が歌唱するバージョンの他に、旧アニメシリーズ第5期『美少女戦士セーラームーンセーラースターズ』にも出演していた堀江美都子が歌うバージョン、『Crystal』第1・2期のオープニングを担当していたももいろクローバーZが歌うバージョンも制作されており、それぞれ使用期間を区切って使用されている。
これに対応する形で、エンディングテーマとして、セーラーウラヌス（皆川純子）とセーラーネプチューン（大原さやか）、ちびうさ（福圓美里）、タキシード仮面（野島健児）によるキャラクターソング3曲が制作され、CDにはそれぞれをカップリング曲として収録、また各楽曲のノンテロップTVサイズ映像とフルサイズダイジェスト映像が収録されたDVDが同梱されている。

## ニュームーンに恋して/eternal eternity
CD
1. ニュームーンに恋して
歌：やくしまるえつこ
作詞・作曲：ティカ・α、編曲：やくしまるえつこ、山口元輝
  - テレビアニメ『美少女戦士セーラームーンCrystal 第3期 デス・バスターズ編』第27〜30話・第39話オープニングテーマ
2. eternal eternity
歌：セーラーウラヌス（皆川純子）&セーラーネプチューン（大原さやか）
作詞：meg rock、作曲・編曲：齋藤真也
  - テレビアニメ『美少女戦士セーラームーンCrystal 第3期 デス・バスターズ編』第27〜30話・第39話エンディングテーマ
3. ニュームーンに恋して（off vocal ver.）
4. eternal eternity（off vocal ver.）

DVD
1. ニュームーンに恋して　ノンテロップTVサイズ
2. eternal eternity　ノンテロップTVサイズ
3. ニュームーンに恋して　フルサイズダイジェスト
4. eternal eternity　フルサイズダイジェスト

## ニュームーンに恋して/乙女のススメ
CD
1. ニュームーンに恋して
歌：堀江美都子
作詞・作曲：ティカ・α、編曲：やくしまるえつこ、山口元輝
  - テレビアニメ『美少女戦士セーラームーンCrystal 第3期 デス・バスターズ編』第31〜34話オープニングテーマ
2. 乙女のススメ
歌：ちびうさ（福圓美里）
作詞： こだまさおり・小西康陽、作曲・編曲：小西康陽
  - テレビアニメ『美少女戦士セーラームーンCrystal 第3期 デス・バスターズ編』第31〜34話エンディングテーマ
3. ニュームーンに恋して（off vocal ver.）
4. 乙女のススメ（off vocal ver.）

DVD
1. ニュームーンに恋して　ノンテロップTVサイズ
2. 乙女のススメ　ノンテロップTVサイズ
3. ニュームーンに恋して　フルサイズダイジェスト
4. 乙女のススメ　フルサイズダイジェスト

## ニュームーンに恋して/永遠だけが二人を架ける
CD
1. ニュームーンに恋して
歌：ももいろクローバーZ
作詞・作曲：ティカ・α、編曲：やくしまるえつこ、山口元輝
  - テレビアニメ『美少女戦士セーラームーンCrystal 第3期 デス・バスターズ編』第35〜38話オープニングテーマ
  - 有安杏果卒業後の4人バージョンである「ニュームーンに恋して -ZZ ver.-（ダブルゼータ バージョン）」はシングル「月色Chainon」に収録
2. 永遠だけが二人を架ける
歌：タキシード仮面（野島健児）
作詞： 松井五郎、作曲・編曲：大森俊之
  - テレビアニメ『美少女戦士セーラームーンCrystal 第3期 デス・バスターズ編』第35〜38話エンディングテーマ
3. ニュームーンに恋して（off vocal ver.）
4. 永遠が二人を架ける（off vocal ver.）

DVD
1. ニュームーンに恋して　ノンテロップTVサイズ
2. 永遠だけが二人を架ける　ノンテロップTVサイズ
3. ニュームーンに恋して　フルサイズダイジェスト
4. 永遠だけが二人を架ける　フルサイズダイジェスト

## ニュームーンに恋して/Z女戦争
- 全曲、作詞・作曲：ティカ・α、歌唱：やくしまるえつこ
- やくしまるえつこ名義のシングルとして発売

1. ニュームーンに恋して
編曲：やくしまるえつこ、山口元輝
2. Z女戦争
編曲：やくしまるえつこ
  - ももいろクローバーZに提供した曲のセルフカバー版[3]
3. 革命はナイト&デイ
編曲：やくしまるえつこ、山口元輝
  - 『美少女戦士セーラームーンCrystal キャラクター音楽集 Crystal Collection』に収録された曲（オリジナル歌唱：セーラームーン（三石琴乃）、セーラーマーキュリー（金元寿子）、セーラーマーズ（佐藤利奈）、セーラージュピター（小清水亜美）、セーラーヴィーナス（伊藤静））のセルフカバー版[3]
4. ニュームーンに恋して（off vocal ver.）
5. Z女戦争（off vocal ver.）
6. 革命はナイト&デイ（off vocal ver.）